# Alianza del Pacífico
La Alianza del Pacífico (AP) es una iniciativa de integración regional conformada por cuatro países miembros: Chile, Colombia, México y Perú, cuatro países en proceso de incorporación, cuatro países asociados y más de 40 países observadores en cuatro continentes. La AP tiene origen en el Foro del Arco del Pacífico Latinoamericano, formada por los cuatro fundadores de la AP junto con Costa Rica, Ecuador, El Salvador, Honduras y Nicaragua, y creada desde discusiones en el gobierno peruano en 2006 debido a la salida de Venezuela de la Comunidad Andina.
La propuesta de la alianza hispanoamericana se dio a conocer en Lima (Perú) el 28 de abril de 2011 a través de la Declaración de Lima. El 6 de junio de 2012 en el cerro Paranal, en el desierto chileno de Atacama, se constituyó formalmente la Alianza con la firma del tratado por los presidentes de Chile, Colombia, México y Perú.
El proyecto fue una iniciativa del entonces presidente del Perú, Alan García Pérez, quien extendió la invitación a sus colegas de Chile, Colombia, México y Panamá, con el propósito de «profundizar la integración entre estas economías y definir acciones conjuntas para la vinculación comercial con los países asiáticos de la cuenca del Pacífico, sobre la base de los acuerdos comerciales bilaterales existentes entre los Estados parte». Panamá ha ingresado a esta Alianza en calidad de observador.
Según la Declaración de Lima, la intención de la alianza es «alentar la integración regional, así como un mayor crecimiento, desarrollo y competitividad» de las economías de sus países, a la vez que se comprometieron a «avanzar progresivamente hacia el objetivo de alcanzar la libre circulación de bienes, servicios, capitales y personas». Siete años después la Alianza del Pacífico se ha consolidado como un mecanismo regional innovador, flexible y visionario, con metas concretas, claras y coherentes con el modelo de desarrollo y la política exterior de los cuatro países miembros. Este esfuerzo conjunto es considerado como uno de los procesos de integración más exitosos de la región y ha generado un amplio interés internacional,
Durante el encuentro presidencial en que se suscribió la Declaración de Lima, el entonces presidente de Perú, Alan García, sostuvo que «nuestros cuatro países, y en el futuro próximo Panamá, representamos 200 millones de habitantes […] Nuestros países expresan el 55 % de las exportaciones latinoamericanas […] Esta no es una integración romántica, una integración poética, es una integración realista ante el mundo y hacia el mundo».
Entre los parámetros que un país debe cumplir para poder integrarse a la Alianza del Pacífico, están la vigencia del Estado de derecho, de la democracia, del orden constitucional y del libre mercado.
Las cuatro naciones fundadoras de la Alianza del Pacífico reúnen el 40 % del PIB de Latinoamérica. Al sumar toda su producción, y si se les contara como un solo país, en 2012 habrían sido la novena economía del planeta. De los cuatro países latinoamericanos miembros de la OCDE —Chile, Colombia, Costa Rica y México—, tres forman parte de la Alianza del Pacífico.

## Acuerdos de la Alianza
Luego de la Declaración de Lima de 2011 se empezaron a realizar cumbres con motivo de establecer acuerdos sobre cómo conformar la Alianza, objetivos, requisitos y demás temas. El 5 de marzo del 2012, en la tercera cumbre presidencial, realizada esta vez por videoconferencia, los presidentes de los países miembros y de los países observadores aprobaron el texto del acuerdo marco que da vida a la Alianza del Pacífico, donde se establecieron los objetivos de este foro de integración. Los mandatarios celebraron la conclusión de la negociación del Acuerdo Marco de la Alianza, un documento fundacional que se firmó en junio del 2012 en la cumbre que se celebró en Chile.

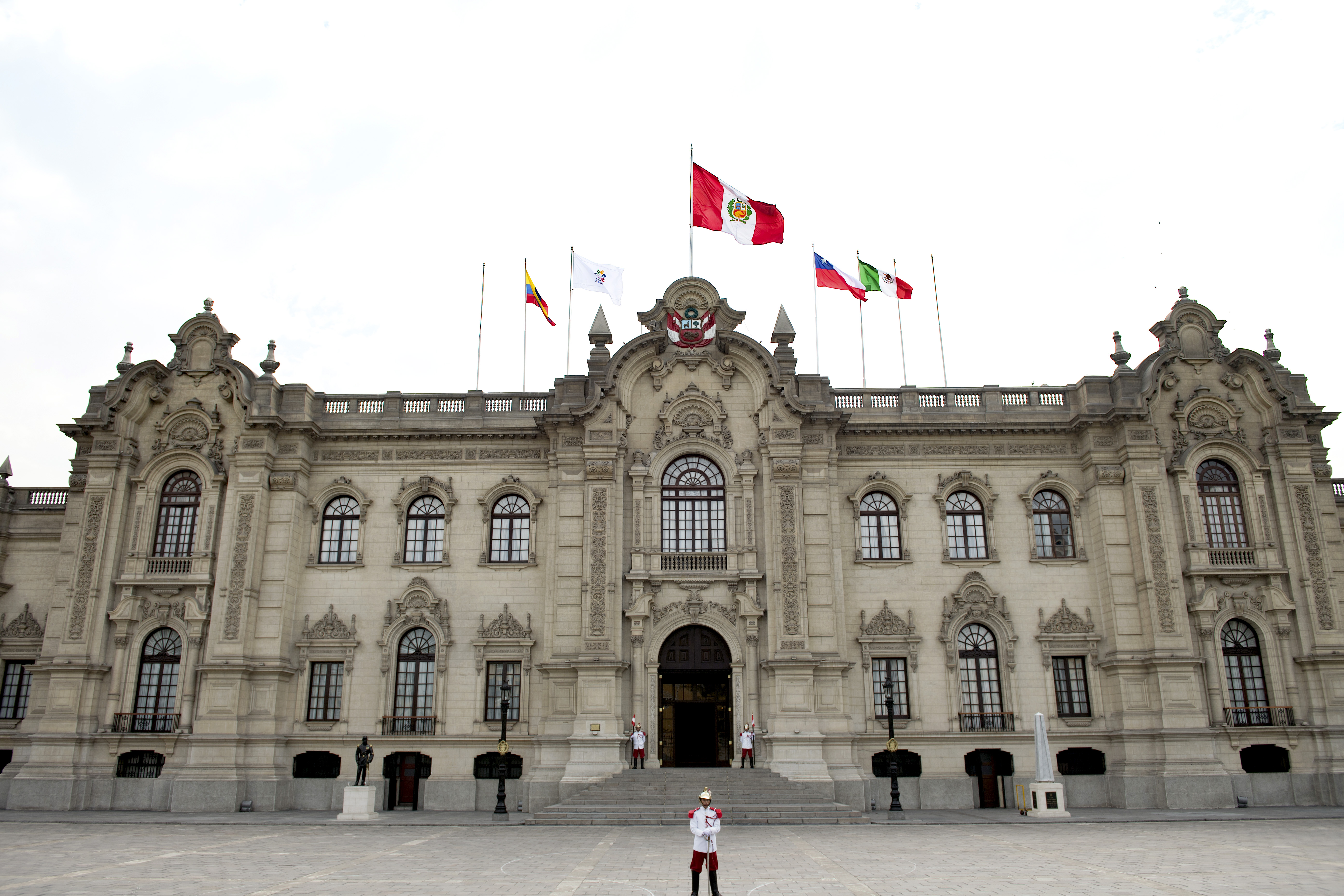
Palacio de Gobierno del Perú en Lima decorado con las banderas de todos sus miembros y de la propia organización regional para conmemorar el 7° aniversario de la creación de la Alianza.

El 6 de junio de 2012 en el cerro Paranal, en el desierto chileno de Atacama, se constituyó formalmente la Alianza con la firma del tratado por los presidentes de Chile, Sebastián Piñera; Colombia, Juan Manuel Santos; México, Felipe Calderón; y Perú, Ollanta Humala.
La eliminación de visas de turismo entre Chile, Colombia, México y Perú, los cuatro países de la Alianza del Pacífico, entró en vigencia a partir del 1 de noviembre de 2012. La Secretaría de Relaciones Exteriores (SRE) de México anunció el 9 de noviembre de 2012 la supresión de visas para ciudadanos colombianos y peruanos, los ciudadanos chilenos ya estaban exentos de este requisito para entrar al país.
Actualmente está en funcionamiento el mercado integrado latinoamericano llamado (MILA), integrado por Chile, Colombia y Perú; el ingreso de México no ha sido completado por el estudio de viabilidad que este país está realizando para su plena integración.
Durante la VII cumbre de la Alianza del Pacífico, realizada en la ciudad colombiana de Santiago de Cali, los cuatro países acordaron crear un fondo de cooperación de 1 millón de dólares, con el propósito de incursionar en nuevos mercados y fortalecer el objetivo de la misma alianza como bloque económico. El fondo inició operaciones con un millón de dólares, en donde cada país aportó 250.000 dólares.

### Embajadas comunes
Entre los acuerdos más importantes a los que se ha llegado se encuentra la instalación de embajadas y consulados comunes que permitan brindar a los ciudadanos de la Alianza los servicios diplomáticos necesarios. La Declaración de Cali resalta la trascendencia de la apertura de la embajada compartida entre Chile, Colombia, México y Perú en Ghana, también el acuerdo entre Chile y Colombia de compartir embajadas en Argelia y Marruecos y entre Colombia y Perú de compartir una embajada en Vietnam. En la Declaración de Cali se invita a los países a seguir avanzando en este tipo de iniciativas.

## Instituciones

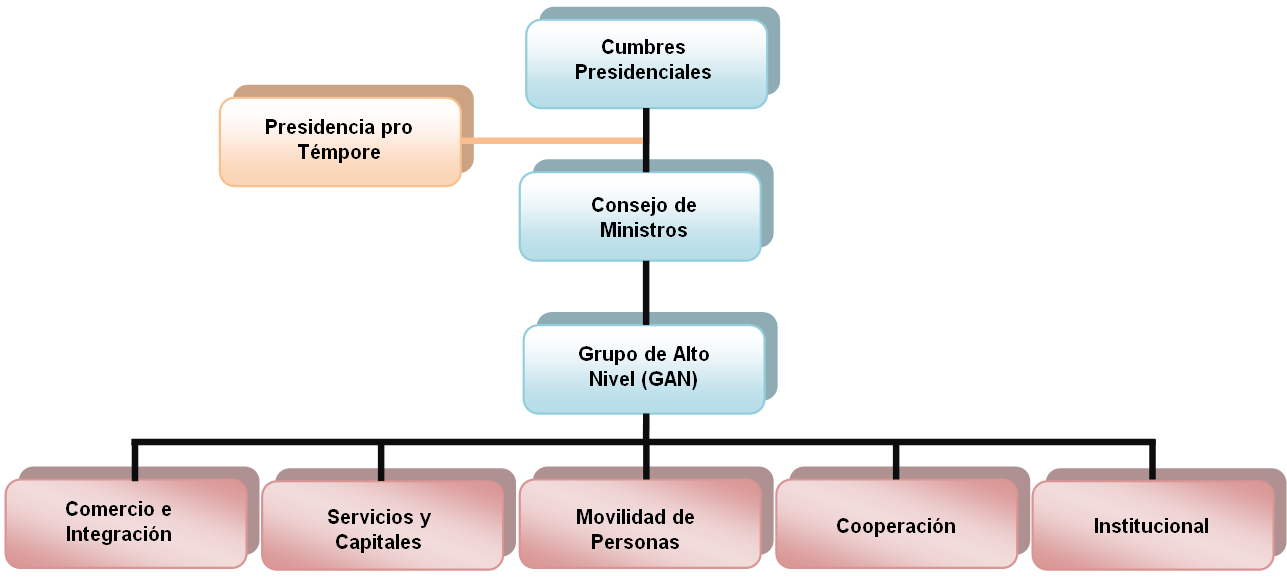
Organigrama de la Alianza del Pacífico.

En Bogotá el 6 de mayo de 2013, por medio de una reunión de los presidentes de los congresos de Chile, Colombia, México y Perú, se dio el primer paso para la consolidación de un Parlamento de la Alianza del Pacífico el cual iniciará con la instalación de un pleno del Parlamento, conformado con 10 representantes de cada uno de los congresos de los países miembros con el fin de determinar sus funciones conforme al acuerdo marco suscrito el 6 de junio de 2012 en Antofagasta.
El 11 de julio de 2013 se creó en el Palacio de La Moneda en Santiago de Chile la comisión de seguimiento parlamentario de la Alianza del Pacífico, en una reunión de los representantes de los cuatro congresos de los países miembros, con una delegación observadora del gobierno español. Además, se designó al senador y expresidente de Chile, Eduardo Frei Ruiz-Tagle, como coordinador. Según Frei, esta comisión servirá para traducir en leyes los acuerdos que logren los gobiernos de la Alianza como una iniciativa de integración real en América Latina más allá de lo comercial.

### Comisión Interparlamentaria
La Comisión Interparlamentaria de Alianza del Pacífico es un órgano conformado por representantes de los parlamentos de los cuatro miembros plenos del bloque comercial; Congreso Nacional de Chile, Congreso de Colombia, Congreso de la República del Perú y Congreso de la Unión Mexicana, misma que busca conformar un Parlamento de la Alianza del Pacífico que opere como órgano regional así como darle seguimiento a los acuerdos y agenda de la Alianza en el seno de los parlamentos de cada país miembro. La primera reunión del grupo interparlamentario se realizó en 2013 en Bogotá, Colombia.
Participantes: senadora Rocío Pineda y los representantes Blanca Alcalá, Angélica Araujo, Mario Delgado Carrillo, Héctor Larios, Jorge Arechuga de México. Senadores Víctor Pérez y Pedro Araya, y los diputados, Iván Flores, Nicolás Monckeberg, Jorge Ulloa y Fidel Espinoza de Chile. Senador Jimmy Chamorro de Colombia.

## Estados miembros

### Miembros plenos
| Band.               | Esc. | Nombre                   | Presidente        | Fecha de ingreso | Población   | Superficie  | Zona E.E + Superficie terrestre | Moneda          | PIB per cápita ($) |
| ------------------- | ---- | ------------------------ | ----------------- | ---------------- | ----------- | ----------- | ------------------------------- | --------------- | ------------------ |
| Bandera de Chile    |      | República de Chile       | Gabriel Boric     | Fundador         | 19 678 310  | 756 096 (1) | 4 438 085 (2)                   | Peso chileno    | 29 613             |
| Bandera de Colombia |      | República de Colombia    | Gustavo Petro     | Fundador         | 51 049 498  | 1 141 748   | 1 949 906                       | Peso colombiano | 19 460             |
| Bandera de México   |      | Estados Unidos Mexicanos | Claudia Sheinbaum | Fundador         | 128 649 565 | 1 972 550   | 5 150 092                       | Peso mexicano   | 23 820             |
| Bandera de Perú     |      | República del Perú       | Dina Boluarte     | Fundador         | 33 400 410  | 1 287 613   | 2 191 670                       | Sol             | 16 130             |

(1) La superficie de Chile alcanza los 2.006.360 km² si se incluye al territorio reclamado de la Antártica Chilena 

(2)No incluye superficie reclamada

### Estados asociados
- Ecuador
- Singapur[5](pendiente la ratificación del TLC por los Estados miembros)

### Candidatos a Estados asociados

Miembros de la Alianza del Pacífico.
Candidatos a estados asociados.
Observadores.

- Australia[5]
- Canadá[5]
- Corea del Sur[28]
- Costa Rica[29]
- Nueva Zelanda[5]

### Estados observadores
| América - Argentina - El Salvador - Estados Unidos - Guatemala - Haití - Honduras - Panamá - Paraguay - República Dominicana - Trinidad y Tobago - Uruguay Asia - Arabia Saudita - China - Emiratos Árabes Unidos - India - Israel - Filipinas - Japón - Indonesia - Kazajistán - Pakistán - Tailandia África - Egipto - Marruecos | Europa - Alemania - Armenia - Austria - Azerbaiyán - Bélgica - Bielorrusia - Croacia - Dinamarca - Eslovaquia - Eslovenia - España - Finlandia - Francia - Georgia - Grecia - Hungría - Irlanda - Italia - Lituania - Malta - Noruega - Países Bajos - Polonia - Portugal - Reino Unido - República Checa - Rumania - Serbia - Suecia - Suiza - Turquía - Ucrania |

#### Otros países

Zonas Económicas Exclusivas de los Estados miembros de la Alianza del Pacífico. Considerándolas, la superficie total de la Alianza del Pacífico alcanza los 13 729 753 km².

Japón y Guatemala se incorporaron como países observadores en la cumbre de la Alianza del Pacífico que se realizó en Santiago de Chile en enero de 2012 con motivo de la primera reunión de la CELAC. También mostraron interés en incorporarse como observadores tanto Brasil como Portugal. Naciones como Alemania, Australia, China, Estados Unidos, Indonesia e Italia, así como la Unión Europea, también han manifestado su interés en la Alianza. La canciller colombiana informó que China, Corea del Sur, Estados Unidos y Turquía han solicitado su membresía como miembros observadores, siendo aceptados en la reunión de ministros celebrada en la población de Villa de Leyva (Colombia).
Dos países europeos han solicitado su membresía como observadores: el Reino Unido la solicitó el 2 de julio y Alemania, el 29 de agosto; ambas solicitudes fueron aceptadas. También fueron admitidas Italia, los Países Bajos y Suiza.

### En proceso de incorporación

#### Costa Rica
En febrero del 2014 bajo la administración de Laura Chinchilla Costa Rica suscribió los protocolos para iniciar el proceso de ingreso como miembro pleno del bloque en la cumbre del mismo en Cartagena de Indias, habiendo sido miembro observador desde 2012.
El 8 de julio de 2022 el presidente Rodrigo Chaves anuncia públicamente la negociación formal para incorporar a Costa Rica en el bloque de la Alianza del Pacífico.

#### Guatemala
Guatemala ha expresado un interés concreto en unirse a la Alianza del Pacífico y está buscando acuerdos comerciales con los miembros actuales como precursores de una posible solicitud de membresía. Su incorporación aún se vislumbra lejana, sobre todo por el aspecto migratorio, ya que México se opondrá a su incorporación dado que parte de los elementos de la Alianza es el libre movimiento de personas; lo que ocasionaría migraciones masivas de guatemaltecos a la nación norteamericana con intenciones de quedarse por los ingresos más altos, costo de vida menor, mayor poder adquisitivo y más oferta laboral; mientras  otros intentarían migrar con la intención de cruzar hacía USA, lo que provocaría mayor problemas políticos y económicos a México con USA.[cita requerida]

#### Panamá
Dado que uno de los requisitos para formar parte de la alianza es tener acuerdos comerciales con todos sus miembros, Panamá gestiona por separado, tanto con México como con Colombia, tratados de libre comercio. El 1 de mayo de 2012 entró en vigor un convenio firmado con Perú, mientras que con Chile ya tiene acuerdos. Panamá y México suspendieron las negociaciones que mantenían sobre un tratado de libre comercio en 2003, cuando llevaban un 80 % de avance. Panamá estimaba poder unirse a finales de 2013, una vez sean negociados los aspectos comerciales restantes con México, así como otros de tipo aduanero con Colombia. Pese a lo anterior, hasta febrero de 2020 no logra unirse a la alianza comercial.

#### Ecuador
El 15 de junio de 2018 el ministro del Exterior de México, Luis Videgaray, informa que mediante una carta el Gobierno ecuatoriano solicitó formalmente su incorporación. El anuncio oficial de esta decisión se realizó en el V Encuentro de la Alianza y posteriormente en la XIII Cumbre, ambos eventos llevados a cabo en Puerto Vallarta (México) los días 23 y 24 de julio del mismo año. Las negociaciones están previstas iniciarse en 2019 y serán encabezadas por el ministro de Comercio Exterior, Pablo Campana.
Ecuador se incorporó como Estado Asociado a la Alianza del Pacífico, en julio de 2019. La decisión de integrar a Ecuador fue mutua por parte de los cuatro países miembros: Perú, Colombia, Chile, México. Este anuncio se lo dio a conocer en la Declaración Conjunta de la XIV Cumbre de la Alianza del Pacífico, con los jefes de Estado: Martín Vizcarra (Perú), Sebastián Piñera (Chile), Iván Duque (Colombia) y el canciller de México, Marcelo Ebrard.
El 10 de diciembre de 2020 en la XV Cumbre de Presidentes de la Alianza, se firmaron los términos de referencia para avanzar en una futura negociación para la incorporación de este país como miembro asociado a este mecanismo regional de comercio. 
Para ser miembro pleno Ecuador necesita acuerdos comerciales con los cuatro países de la Alianza del Pacífico, por el momento al país le falta un tratado con México. El acuerdo con Chile fue el último que suscribió Ecuador, en agosto de 2020.
Sobre el tratado con México, el entonces presidente ecuatoriano, Lenín Moreno afirmó que los dos países siguen en conversaciones. Aunque, el ministro de Comercio Exterior, Iván Ontaneda, dijo que se espera lograr esa meta en las “próximas semanas o meses”.
El 20 de abril de 2021, en la primera visita internacional del expresidente de Ecuador, Guillermo Lasso, a Colombia, el expresidente de este último, Iván Duque, en calidad de presidente pro tempore de la Alianza del Pacífico, prometió trabajar por el ingreso de Ecuador como país miembro en plenos derechos lo más pronto posible.

### Acercamiento sin haber iniciado proceso de incorporación

#### Canadá
En junio de 2012 Canadá dio indicaciones de estar interesado en la alianza puesto que ya cuenta con tratados de libre comercio con todos los países miembros, al igual que con Costa Rica. Canadá empezó participando como invitado especial en las cumbres presidenciales de la Alianza del Pacífico y se incorporó como observador en septiembre de 2012. En febrero de 2013, el canciller de Canadá, John Baird visitó Perú e indagó con el presidente Humala sobre los pasos a seguir para que su país sea miembro pleno de la Alianza del Pacífico.

#### Argentina
Tras la asunción del presidente Mauricio Macri en 2015, Argentina emprendió un giro enorme en su política exterior, acercándose a los países miembros de la Alianza del Pacífico, y alejándose del Mercosur, y principalmente de Venezuela. [cita requerida]En mayo del 2016, el país entró como observador del bloque, y en la Cumbre del mismo año en Chile, el gobierno argentino mostró su interés en ingresar al bloque económico, y promover un tratado de Libre Comercio entre Argentina y los países miembros.

#### Uruguay
En la reunión efectuada en México en agosto de 2012 se aceptó la incorporación de Uruguay como país observador, ya que había hecho el pedido de ingreso en esa calidad, en julio del mismo año.

## Líderes

### Jefes de Gobierno

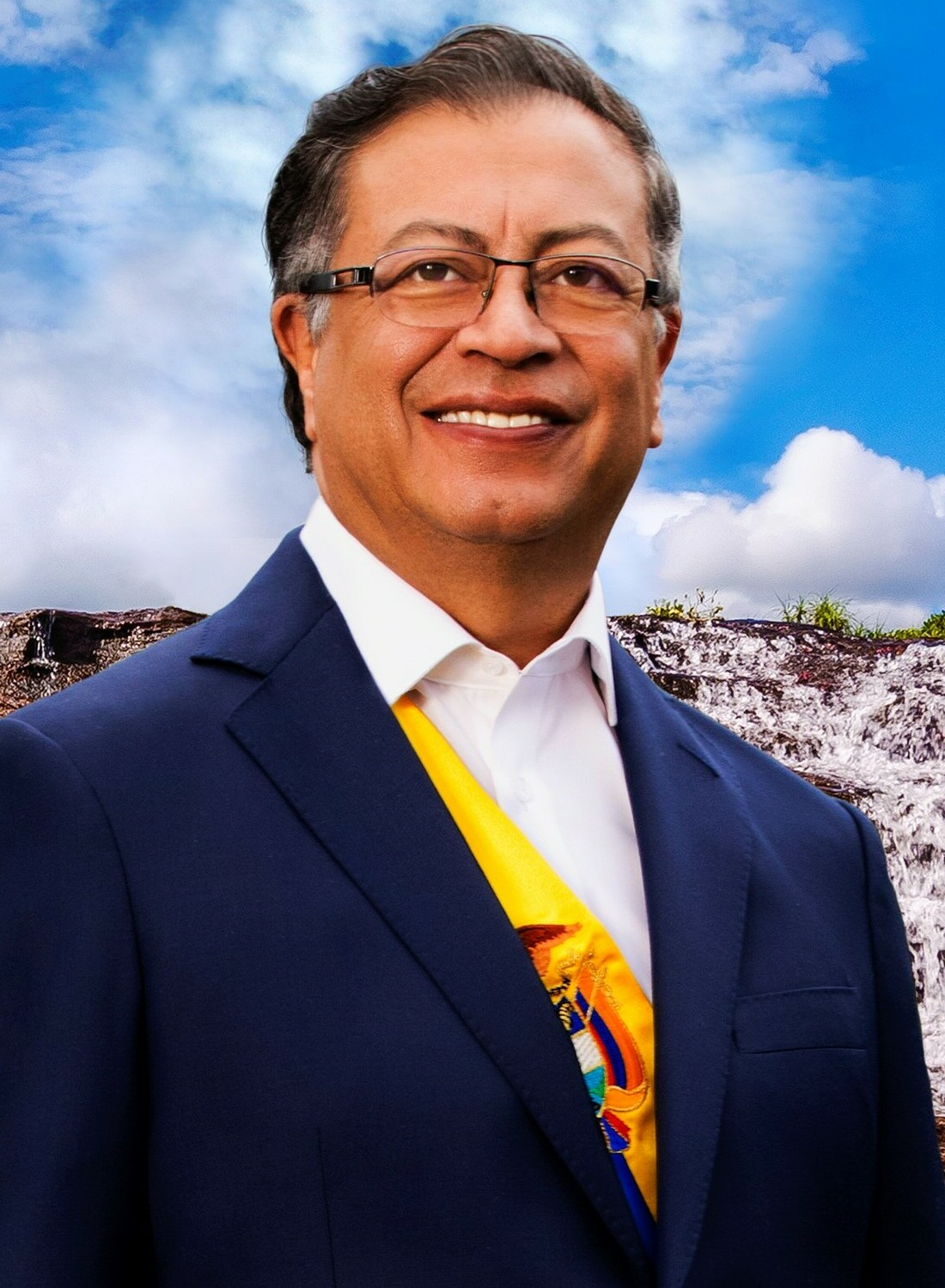
COL Gustavo Petro
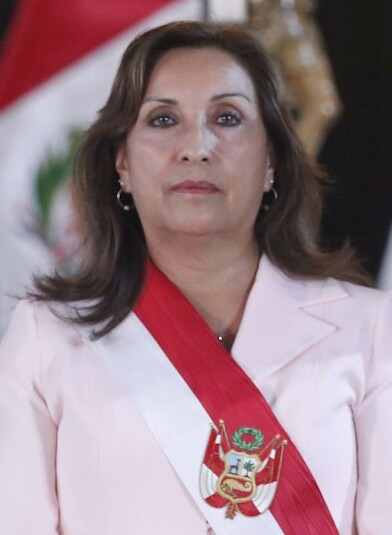
PER Dina Boluarte
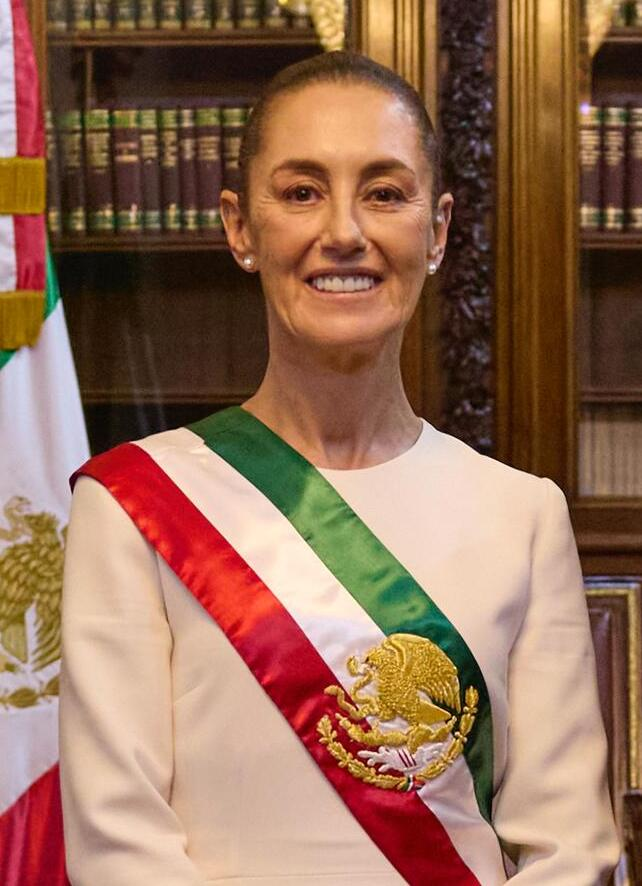
MEX Claudia Sheinbaum
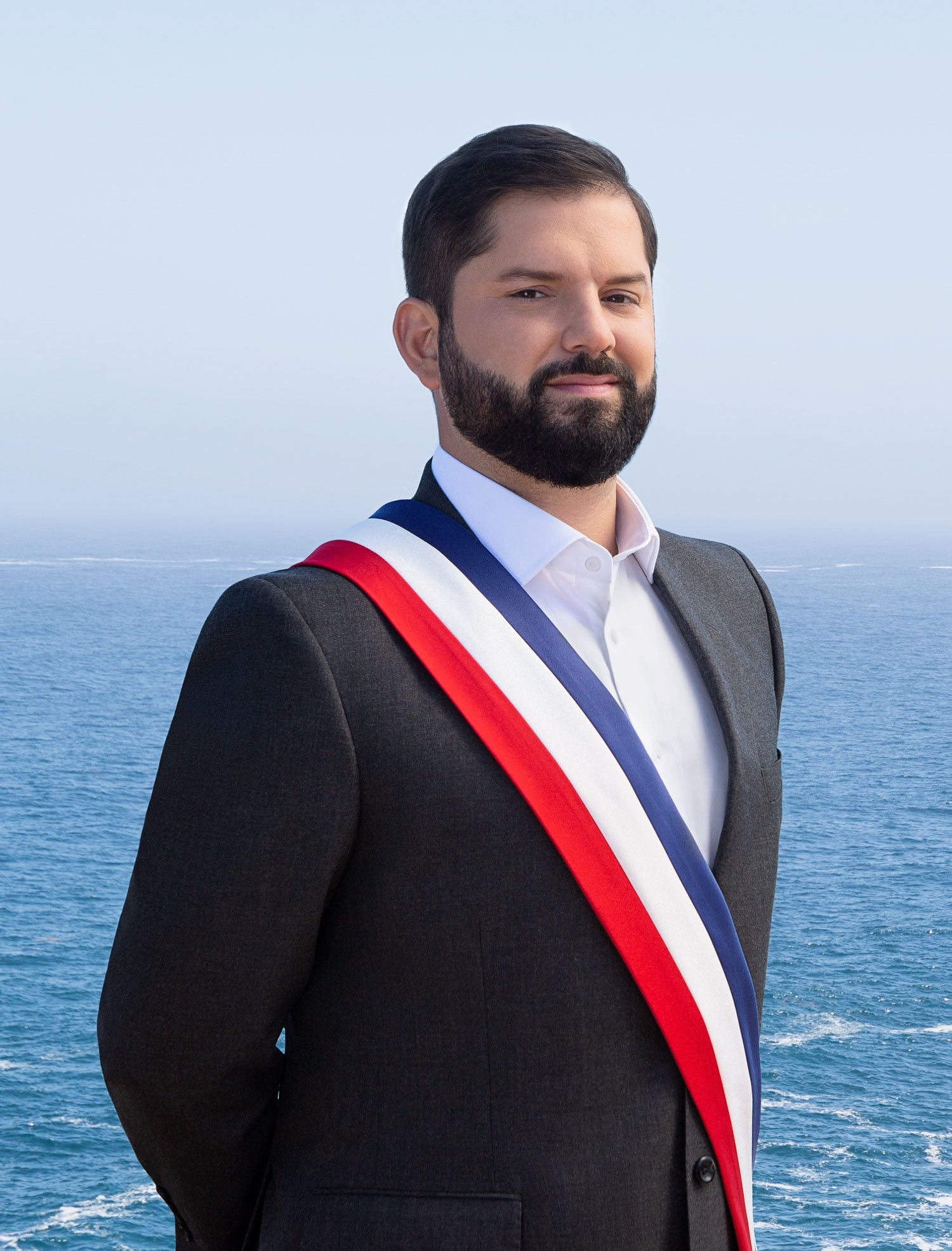
CHL Gabriel Boric

- Colombia
Gustavo Petro
- Perú
Dina Boluarte
- México
Claudia Sheinbaum
- Chile
Gabriel Boric

## Cumbres presidenciales

### I Cumbre de la Alianza del Pacífico, Lima

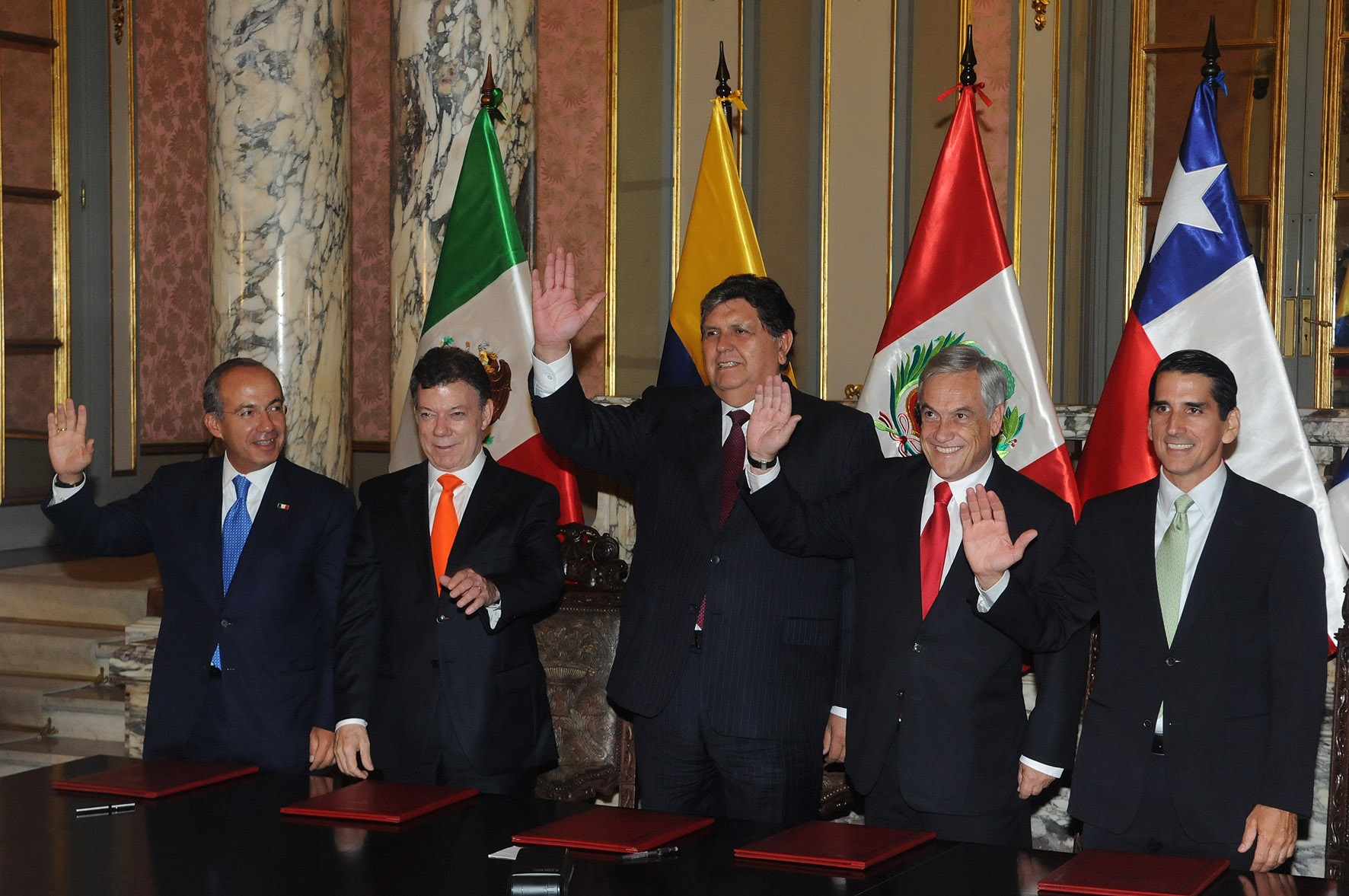
I Cumbre de la Alianza del Pacífico, Lima.

A manera de invitación del entonces presidente de Perú, Alan García Pérez en Mar del Plata de conformar la Alianza del Pacífico, se reunieron en Lima los presidentes de Colombia, Juan Manuel Santos, Chile, Sebastián Piñera, México, Felipe Calderón Hinojosa y Perú el 28 de abril de 2011, contando también con la presencia del representante enviado de Panamá, el ministro para Asuntos del Canal, Rómulo Roux a fin de que su país suscribiera la declaración como miembro observador.
Se destacó en esta primera cumbre los avances en materia económica de estos cuatro países y el potencial que poseían las economías del Asia Pacífico en su objetivo de mantener un crecimiento económico sostenido a futuro.
En la declaración convinieron los presidentes avanzar en el objetivo de alcanzar la libre circulación de bienes, servicios, capitales y personas, instruir a sus ministros y viceministros para tales fines y mantener el proceso abierto para todo país interesado.

### II Cumbre de la Alianza del Pacífico, Mérida
Celebrada el 4 de diciembre de 2011, contó con la presencia de los presidentes de las cuatro naciones que conforman la Alianza del Pacífico, más el presidente de Panamá en calidad de miembro observador. Se reconocen los avances logrados en la integración que se busca, como la suscripción de acuerdos para priorizar temas como el medio ambiente, el desarrollo científico y tecnológico, el sector empresarial, el desarrollo social, el intercambio económico, la inversión y la movilidad de personas.
Los países se comprometen en suscribir un tratado constitutivo fundacional de la Alianza del Pacífico en un plazo no mayor a seis meses a partir de la fecha, implementar ventanillas únicas para operar conjuntamente, crear un sistema de becas para aumentar la movilidad académica y estudiantil, mejorar la infraestructura vial y portuaria para una mayor interconexión física entre sus países y apoyar iniciativas en materia de interconexión eléctrica y energética.
Se decide hacer una reunión virtual para el 5 de marzo de 2012.

### III Cumbre de la Alianza del Pacífico
Realizada de manera virtual el 5 de marzo de 2012 como fue estipulada en la cumbre de Mérida, contó con la participación de los presidentes de los cuatro países miembros, el presidente de Panamá como miembro observador y por primera vez con la presidenta de Costa Rica, Laura Chinchilla Miranda. El presidente Santos la calificó de "histórica" ya que ninguno de los presentes tenía conocimiento de que se haya realizado anteriormente una cumbre presidencial por este medio en el mundo, por lo que sería la primera en la historia.
En esta cumbre se acepta a Costa Rica como miembro observador y tanto Panamá como Costa Rica se comprometen en acelerar el proceso de los tratados de libre comercio pendientes con algunos países de la Alianza para poder ser miembros plenos. Se finiquitaron los trabajos que se venían haciendo para la realización del acuerdo constitutivo de la Alianza del Pacífico para que finalmente se hiciera la firma del mismo en la próxima cumbre, esta vez de manera física.

### IV Cumbre de la Alianza del Pacífico, Antofagasta

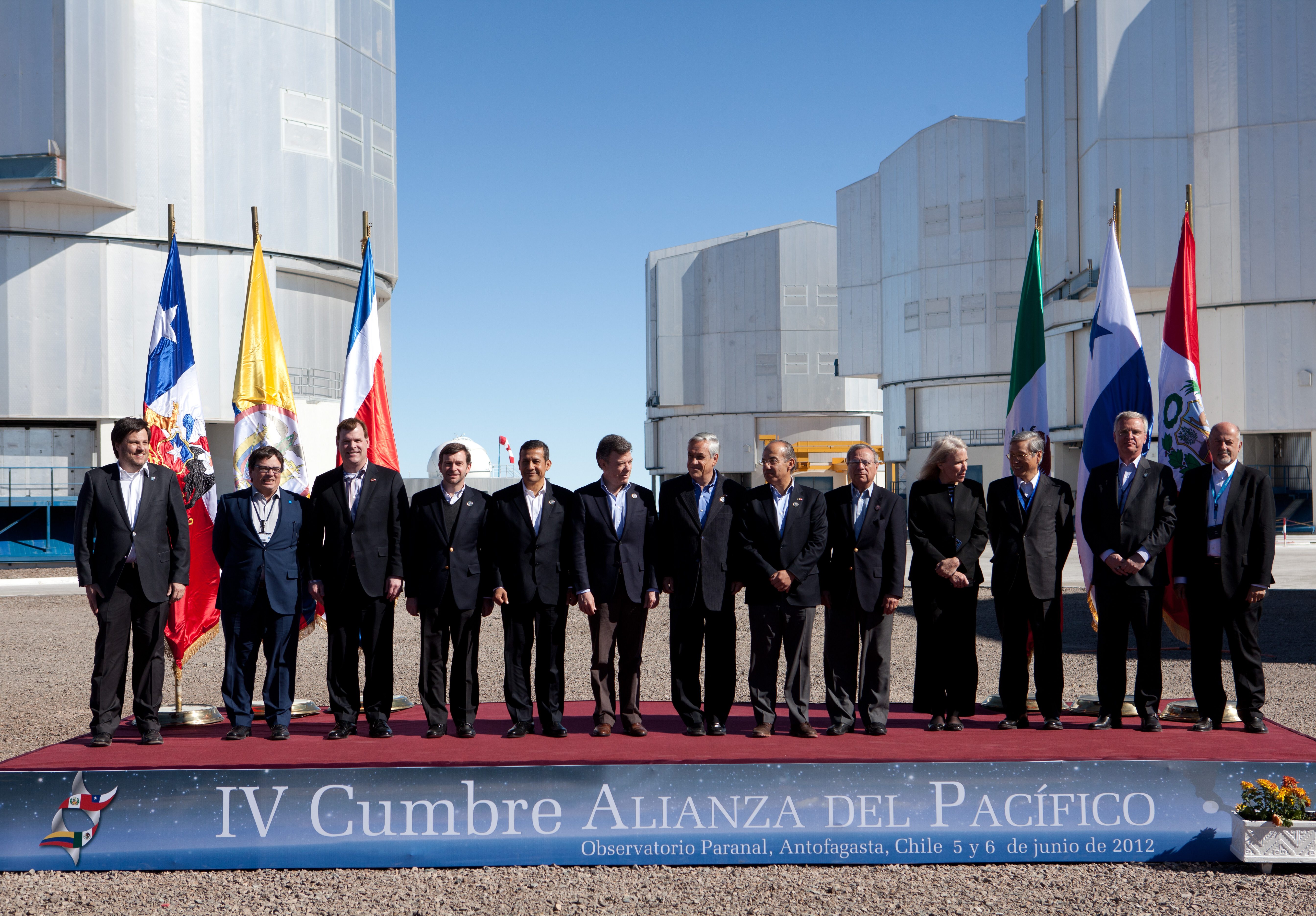
Fotografía oficial de la cuarta cumbre de la Alianza del Pacífico.

Tuvo lugar en el Observatorio Astronómico de Paranal, Antofagasta, Chile, el 6 de junio de 2012. Contó con la presencia de los presidentes de los cuatro países miembros, el ministro de relaciones exteriores y culto de Costa Rica y el viceministro de relaciones exteriores de Panamá. Como invitado especial asistió el ministro de relaciones exteriores de Canadá, John Baird y también como representantes de otros países asistieron la embajadora de Australia en Colombia y Chile, Virginia Greville, y el embajador de Japón en Chile, Hidemori Murakami.
Los presidentes suscribieron el Acuerdo Marco de la Alianza del Pacífico, con el que se formalizó esta iniciativa. El Acuerdo define los objetivos y los alcances de la Alianza, incluye el establecimiento del Consejo de Ministros, el funcionamiento de la Presidencia Pro Témpore y las condiciones para la adhesión de nuevos miembros, entre otros puntos.
Se resaltaron los avances en aspectos como el intercambio comercial mediante tecnologías de la información y comunicaciones, los trabajos hechos por ProExport, ProChile, PromPerú, Proinversión y ProMéxico en la promoción del intercambio comercial entre sus países, la futura adhesión plena de la Bolsa Mexicana de Valores (BMV) al MILA y la colaboración brindada por el Banco Interamericano de Desarrollo (BID) y la Comisión Económica para América Latina (CEPAL).
Como los próximos objetivos se fijaron, además de aspectos económicos, la eliminación de visas para ciudadanos de Colombia y Perú a México en un plazo máximo de seis meses, intercambio de información en materia de seguridad migratoria entre los países y la puesta en marcha de becas estudiantiles para el año académico de 2013.

### Vª Cumbre de la Alianza del Pacífico, Cádiz
En el marco de la XXII Cumbre Iberoamericana en Cádiz, España en noviembre de 2012, los presidentes reafirmaron su decisión de formar una unión económica mucho más profunda entre sus países con la eliminación de los aranceles en más del 90 % de sus productos a comienzos del próximo año. Se le da la bienvenida también a España, Australia, Canadá, Nueva Zelanda y Uruguay como nuevos miembros observadores.

### VIª Cumbre de la Alianza del Pacífico, Santiago de Chile
Gracias a la facilidad que dio la primera cumbre de la CELAC el 27 de enero de 2013, con presencia de los mandatarios de los países miembros de la Alianza del Pacífico en Santiago de Chile, se realizó la sexta cumbre presidencial. A la cita de la CELAC-UE asistieron numerosos mandatarios de América Latina y Europa.
Se comprobó el gran interés que despertó en los países europeos esta nueva iniciativa, como lo expresó el presidente del consejo europeo, Herman van Rompuy: “Las relaciones de integración dentro de la Alianza del Pacífico van a reforzar la posición de este grupo regional e internacionalmente, lo que los convierte en actores aún más atractivos para los países europeos”.

### VII Cumbre de la Alianza del Pacífico, Santiago de Cali

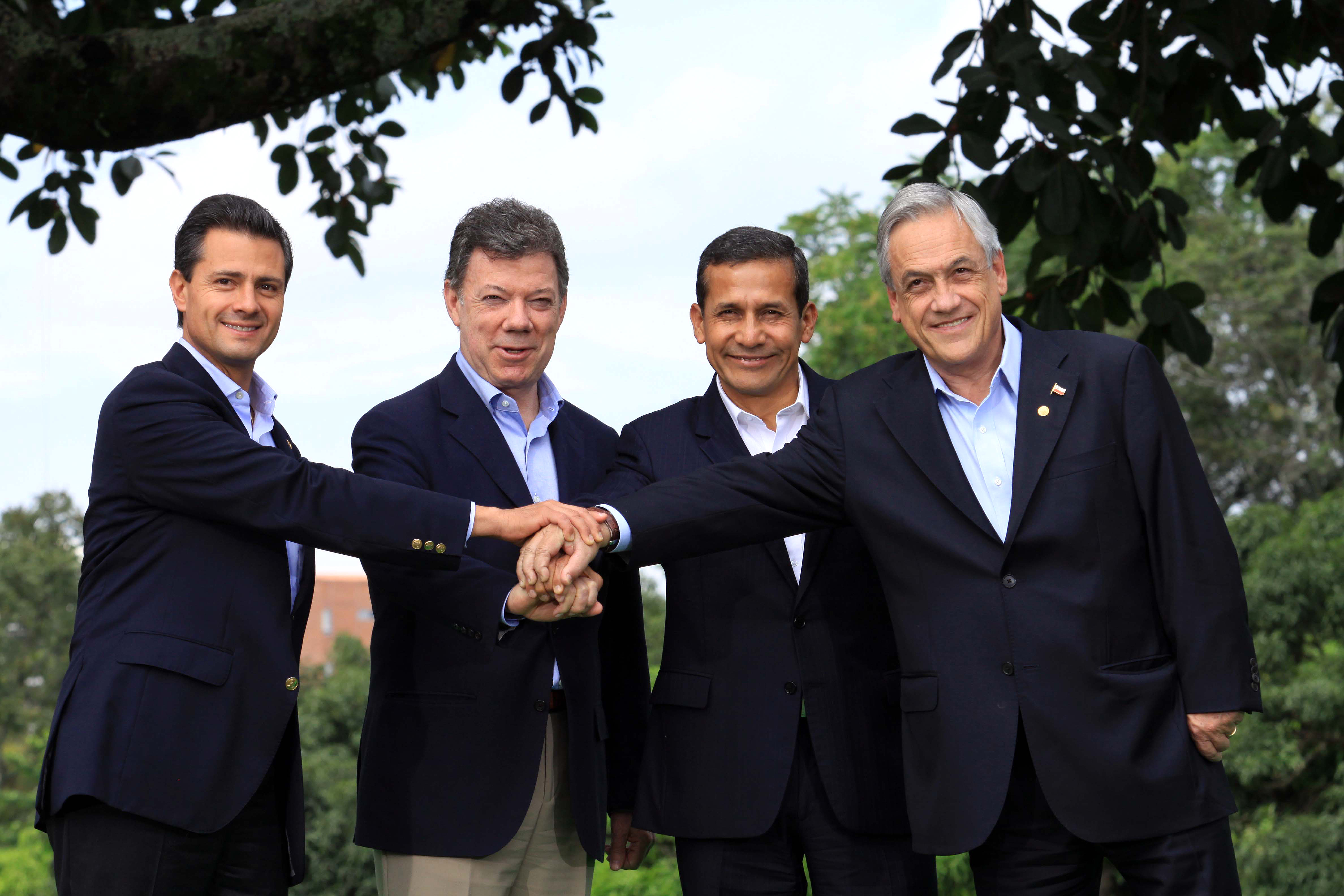
VII Cumbre de la Alianza del Pacífico.

La VII Cumbre de la Alianza del Pacífico se realizó del 20 al 24 de mayo de 2013 en Cali, Colombia contando con la presencia de varios representantes de los países observadores y alrededor de 300 presidentes de compañías de todo el mundo.
A la Cumbre asistieron los presidentes de los países miembros: México, Enrique Peña Nieto; Chile, Sebastián Piñera; Perú, Ollanta Humala; y Colombia, Juan Manuel Santos Calderón. Por parte de los países observadores asistió el primer ministro de Canadá, Stephen Harper, el presidente del Gobierno de España, Mariano Rajoy, la presidenta de Costa Rica, Laura Chinchilla Miranda y el presidente de Panamá, Ricardo Martinelli Berrocal. Asistieron también el presidente de Guatemala, Otto Pérez Molina y delegaciones ministeriales de Uruguay, Australia, Japón, Portugal, Nueva Zelanda y República Dominicana, todos con el estatus de Miembros Observadores.
Entre los acuerdos más importantes se destacan la creación de una visa Alianza del Pacífico para promover el turismo de ciudadanos de países terceros dentro de la región, los lineamientos para la inclusión de nuevos países, donde Costa Rica comienza su proceso de adhesión con ayuda de un grupo de trabajo y la creación de un fondo de cooperación con un monto de USD 1 millón, donde cada país aportará US $250 mil.
Son aceptados como nuevos países observadores Ecuador, El Salvador, Francia, Honduras, Paraguay, Portugal y República Dominicana.
Luego de la cumbre, el 19 y 20 de junio, se realizó la primera macro-rueda de negocios de la Alianza del Pacífico y estuvo bajo la responsabilidad de ProChile, Proexport, ProMéxico y Promperú. Su objetivo fue potenciar el comercio intrarregional.

### VIIIª Cumbre de la Alianza del Pacífico, Cartagena de Indias
La VIII Cumbre de la Alianza del Pacífico se realizó del 8 al 10 de febrero de 2014 en Cartagena de Indias (Colombia), contando con la presencia de los 4 mandatarios de la Alianza, más la presidenta de Costa Rica, Laura Chinchilla. En esta cumbre se firmó el protocolo de desgravación del 92 % de aranceles exceptuando el agro que se desgravará en un plazo de 17 años, también se admitieron como miembros observadores a: Finlandia, India, Israel, Marruecos (primer país africano que se suma como observador) y Singapur; también se acordó compartir embajada en Azerbaiyán entre Colombia y Chile. Con la presencia del presidente Juan Manuel Santos y la presidenta de Costa Rica, se firmó la hoja de ruta para el ingreso de este país como miembro de pleno derecho, luego de ratificar el tratado de libre comercio con México y terminar el proceso legislativo del TLC con Colombia, requisitos para ser miembro pleno de la AP.

### IX Cumbre de la Alianza del Pacífico, Nayarit

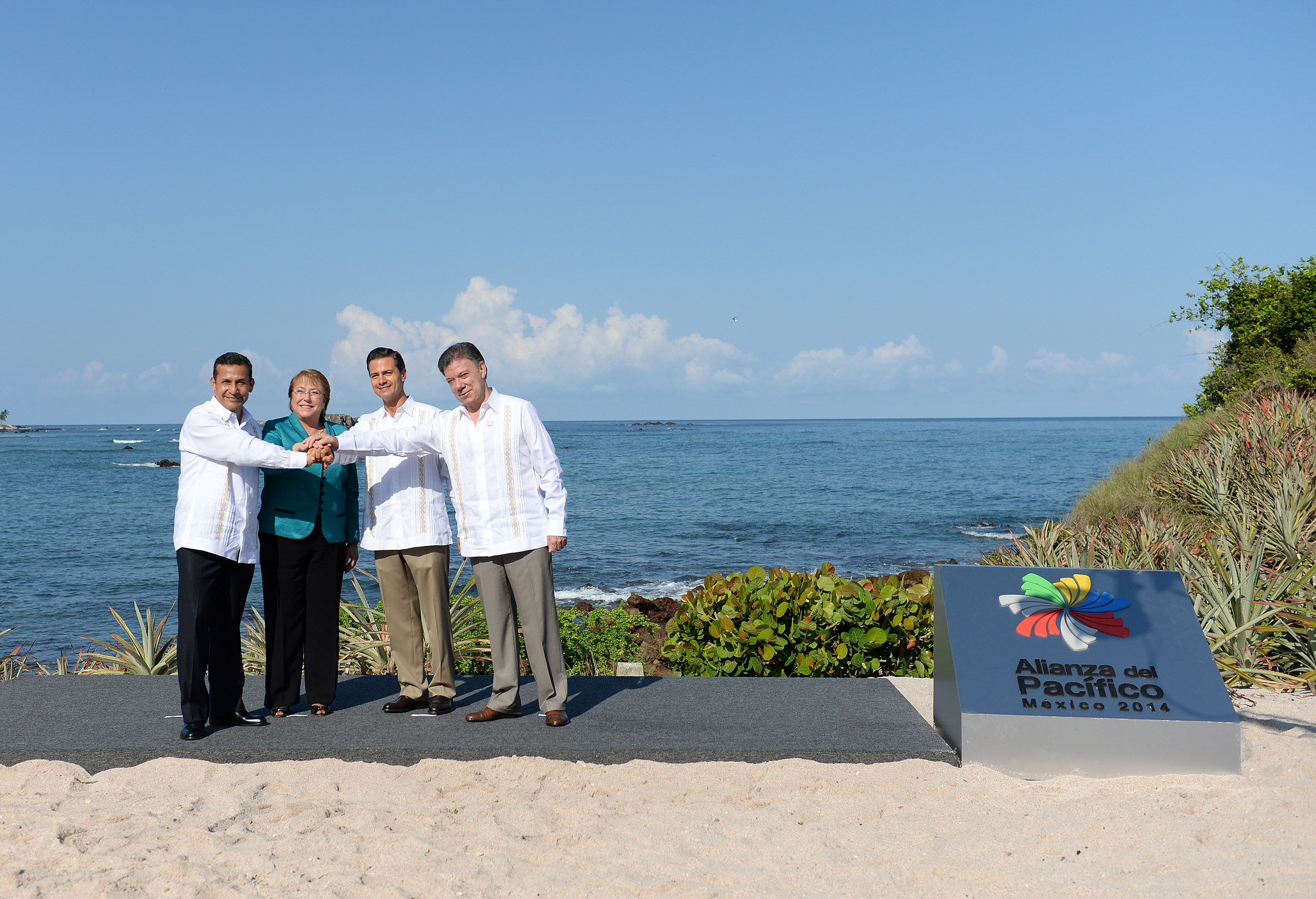
IX Cumbre de la Alianza del Pacífico, Nayarit.

La IX Cumbre de la Alianza del Pacífico se realizó del 19 al 20 de junio de 2014 en la localidad de Punta Mita en Nayarit, contando con la presencia de los 4 mandatarios de los países que conforman la Alianza. Oportunidad en que el presidente colombiano, Juan Manuel Santos, hizo entrega de la presidencia pro tempore del organismo a su homólogo mexicano, Enrique Peña Nieto. Se dio en la cumbre también la bienvenida a los países de Bélgica y Trinidad y Tobago, quienes se integraron como Estados Observadores del mecanismo. También resaltan el lanzamiento de la quinta convocatoria del Programa de Becas de la Alianza del Pacífico y la presentación de la agenda del emprendimiento en el ámbito de las Pequeñas y Medianas Empresas de la Alianza.

### X Cumbre de la Alianza del Pacífico, Paracas
La X Cumbre de la Alianza del Pacífico inicialmente fue programada a realizarse en junio de 2015 en Urubamba. Sin embargo, el lugar de la cumbre fue cambiado a la pequeña ciudad de Paracas, entre Pisco e Ica; con fecha desde el 1 al 3 de julio de 2015.

### XIª Cumbre de la Alianza del Pacífico, Puerto Varas
En esta cumbre participaron la presidenta de Chile, Michelle Bachelet, y los Presidentes de Colombia, Juan Manuel Santos; México, Enrique Peña Nieto, y Perú, Ollanta Humala.
Estuvieron acompañados por el presidente electo del Perú, Pedro Pablo Kuczynski, por los Ministros de Relaciones Exteriores y Comercio Exterior, así como por altos representantes gubernamentales de los cuatro países.
En la reunión plenaria, los Presidentes destacaron los logros de la AP durante el último año, que incluyen la entrada en vigor del Acuerdo Marco de la Alianza, el 20 de julio de 2015, y de su Protocolo Comercial, el 1 de mayo de 2016.   Subrayaron, igualmente, el incremento del número de Estados Observadores, de 32 a 49, y los avances en el marco preliminar de negociación con ASEAN, la celebración del diálogo informal con APEC y la suscripción de acuerdo de asociación con Canadá en junio último.
Los Cancilleres suscribieron el “Acuerdo Interinstitucional sobre la Implementación de un Mecanismo de Consulta de Información con Fines Migratorios para Facilitar la Movilidad de Personas” y su anexo, la “Plataforma de Consulta Inmediata de Información con Fines Migratorios para Facilitar la Movilidad de Personas”.  De igual forma, los Ministros de Comercio Exterior firmaron el “Segundo Protocolo Modificatorio al Protocolo Adicional Acuerdo Marco de la Alianza del Pacífico”

### XII Cumbre de la Alianza del Pacífico, Cali
La cumbre realizada en Cali, Colombia, participaron 400 delegaciones oficiales; más de 500 empresarios y 330 periodistas acreditados. Además,  los presidentes Sebastián Piñera, de Chile; Juan Manuel Santos C, Presidente de Colombia; Martín Alberto Vizcarra, Presidente del Perú, y Enrique Peña Nieto, Presidente de México que hacen parte de la alianza, sus ministros y viceministros de Comercio exterior y cancillerías.

### XIII Cumbre de la Alianza del Pacífico, Puerto Vallarta

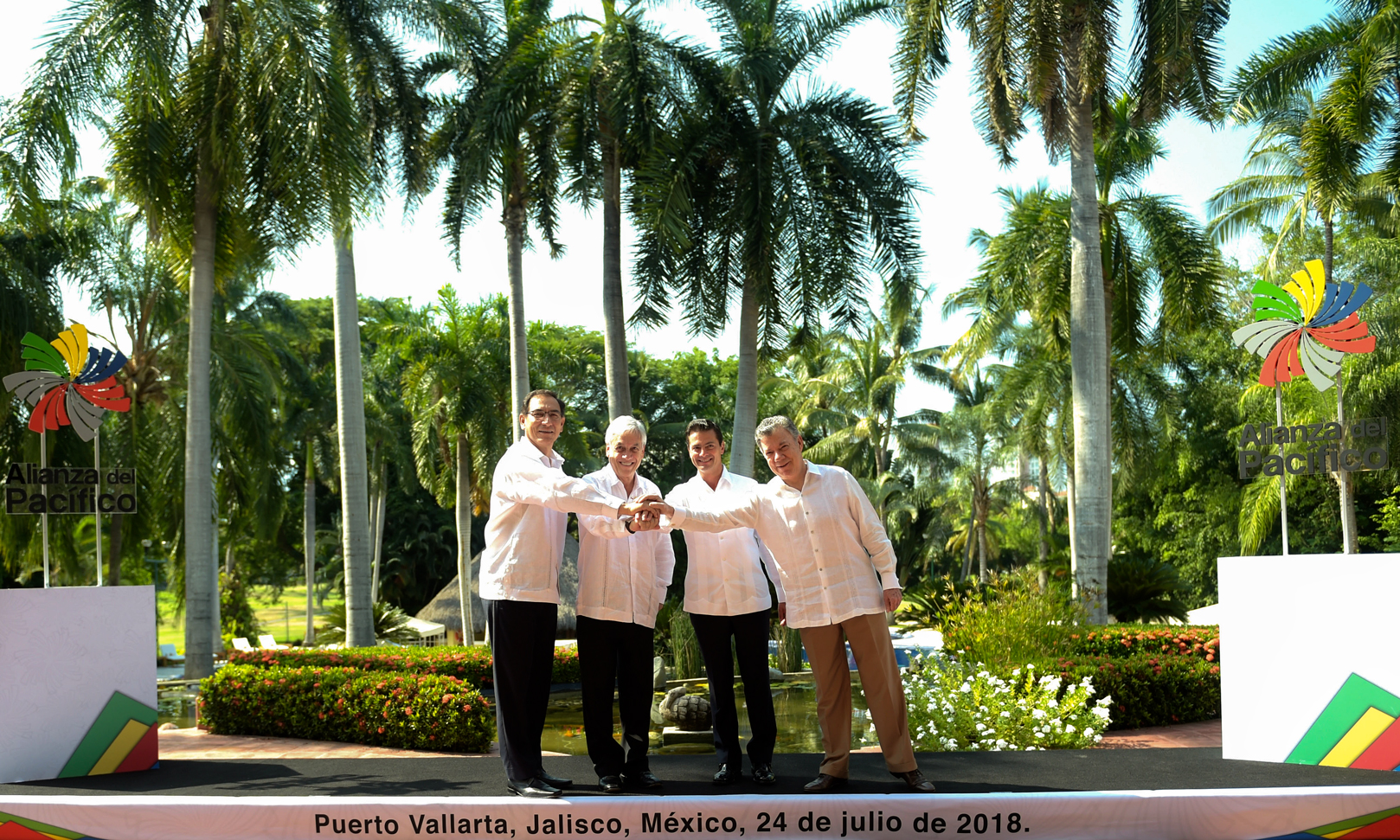
XIII Cumbre de la Alianza del Pacífico en Puerto Vallarta.

En esta cumbre participaron los presidentes Sebastián Piñera, de Chile; Juan Manuel Santos C, Presidente de Colombia; Martín Alberto Vizcarra, Presidente del Perú, y Enrique Peña Nieto, Presidente de México y se realizó en Puerto Vallarta, México, del 21 al 24 de julio de 2018.
Los jefes de Estado de la Alianza del Pacífico iniciarán sus actividades en un encuentro con los presidentes y representantes de los países que conforman el Mercosur, dialogarán en la sesión plenaria sobre la evolución del mecanismo y los retos a futuro para consolidar a la Alianza como un bloque regional cada vez más competitivo y posteriormente sostendrán un encuentro con el Consejo Empresarial de la AP. La cumbre concluyó con la firma de la Declaración de Puerto Vallarta por parte de los Mandatarios, así como un mensaje a medios para informar sobre los resultados de la XIII Cumbre.

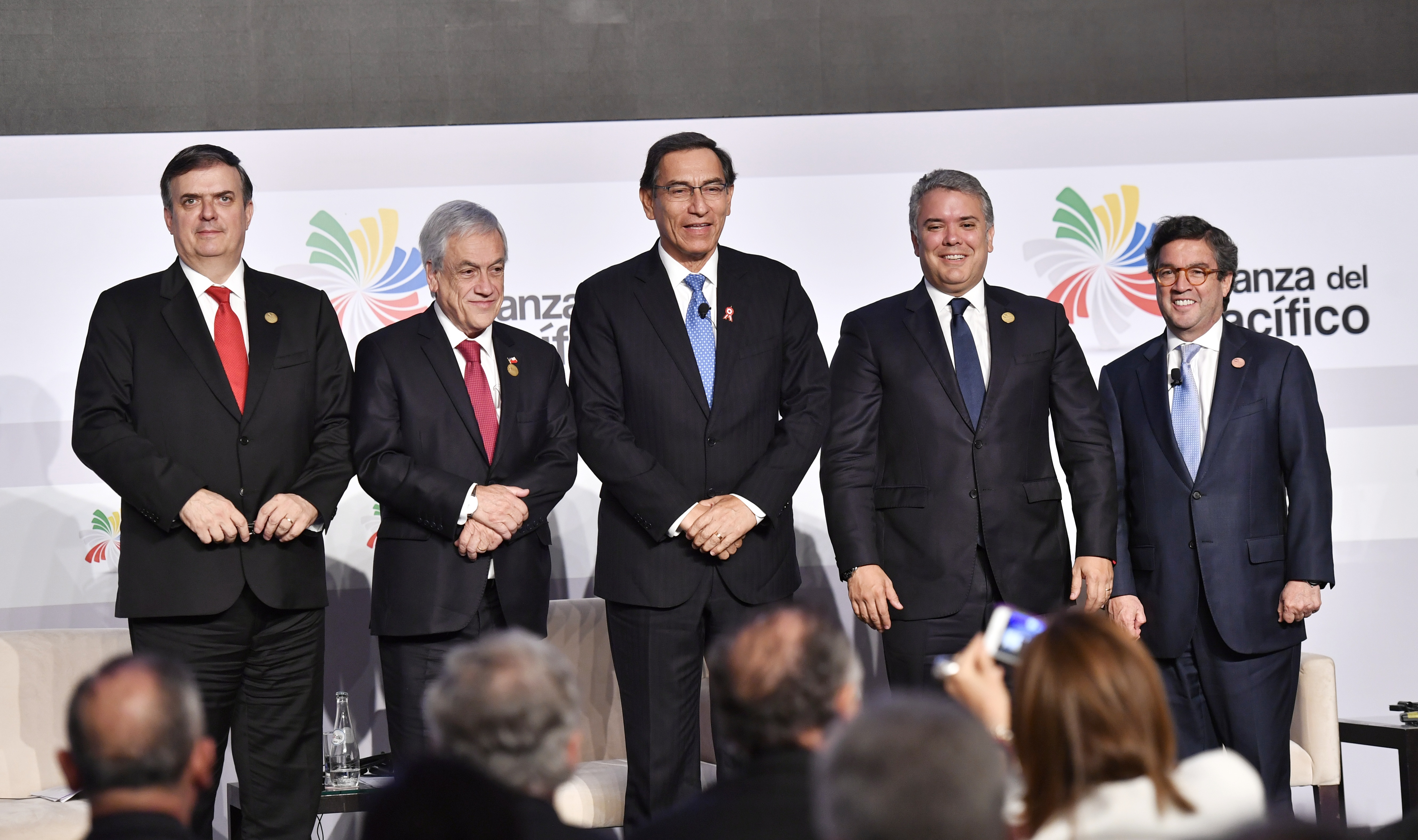
XIV Cumbre de la Alianza del Pacífico, Lima.

### XIV Cumbre de la Alianza del Pacífico, Lima
Se realizó desde el 1 al 6 de julio de 2019 en Lima, Perú. En el evento participaron los presidentes de Chile, Sebastián Piñera; de Colombia, Iván Duque, de Perú, Martín Vizcarra y el Secretario de Relaciones Exteriores de México Marcelo Ebrard. El presidente de Ecuador, Lenín Moreno, participó en calidad de observador.
El 4 y 5 de julio se realizó la Cumbre Empresarial. El 3 de julio se reunió el Grupo de Alto de Nivel de la Alianza del Pacífico conformado por los viceministros de Relaciones Exteriores y de Comercio Exterior. El 6 de julio se realizó la Cumbre Presidencial. En ella se realizó además el traspaso de la presidencia pro tempore de Perú a Chile, que será sede del 2020.

### XV Cumbre de la Alianza del Pacífico, Virtual
Se realizó desde el 11 de diciembre de 2020 en Santiago de Chile, Chile de manera virtual. Asistió de manera presencial el presidente de Colombia Iván Duque acompañado del presidente anfitrión Sebastián Piñera en el Palacio de la Moneda; el presidente de México Andrés Manuel López Obrador y el presidente del Perú Francisco Sagasti se conectaron vía remota.

### XVI Cumbre de la Alianza del Pacífico, Bahía Málaga
La XVI Cumbre de la Alianza del Pacífico se realizó el 26 de enero de 2022 en Bahía Málaga, Colombia.
En el evento participaron los presidentes de Chile, Sebastián Piñera; Colombia, Iván Duque, Perú, Pedro Castillo, y el Secretario de Relaciones Exteriores de México, Marcelo Ebrard. También participó en la cumbre el presidente de Ecuador, Guillermo Lasso.
El 24 de enero se inició la reunión del Grupo de Alto Nivel, integrado por los viceministros de Relaciones Exteriores y Comercio Exterior, en el Palacio de San Carlos; el 25 de enero se realizó el Consejo de Ministros.
Se firma el acuerdo entre los países miembros de la Alianza y Singapur, oficializando así su próximo ingreso como Estado asociado a la Alianza del Pacífico.

### XVII Cumbre de la Alianza del Pacífico
La XVII Cumbre de la Alianza del Pacífico estaba inicialmente programada para del 23 al 25 de noviembre de 2022 en Ciudad de México, México.
Se esperaba la presencia de los presidentes de México, Andrés Manuel López Obrador; de Chile, Gabriel Boric; de Colombia, Gustavo Petro; de Costa Rica, Rodrigo Chaves, de Ecuador, Guillermo Lasso. La asistencia del presidente del Perú, Pedro Castillo, estaba en duda debido al juicio político que afronta en su país. Se esperaba que también asistan a la cumbre como invitados de honor el presidente de Argentina, Alberto Fernández y el presidente electo de Brasil, Lula da Silva, en la cumbre se trataran temas como la incorporación de Costa Rica y Ecuador a la Alianza como miembros oficiales, acercamiento entre la Alianza del Pacífico y el Mercosur, Integración Latinoamericana, Fortalecimiento de la Celac y Coordinación de políticas comunes en el hemisferio.
Debido a que el presidente de Perú, Pedro Castillo, no se le autorizó la salida de su país; el presidente de México, Andrés Manuel López Obrador, anunció la suspensión de esta edición, debido a que Perú no podría recibir la presidencia de la Alianza como le correspondería. También el presidente de México anunció la posibilidad de que la Cumbre se realice en Perú. Es así que el 30 de noviembre de 2022, se anunció que la cumbre se realizaría en Lima, Perú el 14 de diciembre de 2022, dónde culminaría la presidencia protémpore mexicana y se daría su traspaso al gobierno peruano. Sin embargo, el 7 de diciembre de 2022, siete días antes de la fecha de la cumbre, el presidente Pedro Castillo intentó un autogolpe de Estado, que finalmente desencadenaría su vacancia inmediata por parte del Congreso peruano, además de su posterior arresto por parte de la Policía Nacional. Ese mismo día, la hasta entonces vicepresidenta Dina Boluarte asumió el mando de Presidente por sucesión constitucional.
Luego de la asunción de Boluarte, el Perú se ha visto visto envuelto desde entonces en una serie de protestas populares en contra de la nueva presidenta, la remoción de Castillo del poder y la posterior represión contra manifestantes por parte de las fuerzas del orden en distintas ciudades del país. Dentro de esta coyuntura, la cumbre fue nuevamente suspendida hasta el nuevo año 2023, en el cual le corresponde al Perú ejercer la presidencia protémpore de la Alianza. Sin embargo, en febrero del 2023, el presidente mexicano Andrés Manuel López Obrador rechazó entregar la presidencia al nuevo gobierno peruano en la base de que es un gobierno "espurio" y "legitimaría un golpe de estado". López Obrador ha sido uno de los líderes latinoamericanos que más ha defendido al expresidente Pedro Castillo después de su salida del poder y desde el inicio de su posterior detención en diciembre de 2022, generando una crisis diplomática sin precedentes entre México y Perú que incluso llevó al retiro del embajador peruano en Ciudad de México.
El conflicto diplomático entre los gobiernos mexicano y peruano efectivamente dividió a la Alianza en dos bandos: uno en respaldo del gobierno de la presidenta Dina Boluarte (Perú y Chile) y otro en respaldo del expresidente Pedro Castillo además del constante rechazo al gobierno de su sucesora (México y Colombia). La presidenta peruana pidió formalmente al gobierno mexicano el traspaso de la presidencia protémpore de la Alianza en abril, sin embargo, en mayo, el presidente mexicano volvió a rechazar la entrega de esta al gobierno de Perú. No obstante, el 29 de mayo, López Obrador aceptó la posibilidad de traspasar "sin problema" la presidencia protémpore del bloque a Chile.
El 28 de junio de 2023, luego de un acuerdo entre representantes de los cuatro países miembros en Santiago de Chile, se adoptó la decisión de transferir de manera inmediata la presidencia protémpore de la Alianza de México a Chile. Posteriormente, Chile traspasará la presidencia protémpore al Perú el próximo 1° de agosto. De esta forma, es que en el primer día del mes de agosto de 2023, se dio en Santiago de Chile la ceremonia de traspaso oficial de la presidencia protémpore de Chile al Perú, liderada por los cancilleres de estos dos países, Alberto van Klaveren y Ana Cecilia Gervasi, además de los representantes diplomáticos de Colombia y México. Según la nota de prensa de la cancillería chilena, el Perú liderará el bloque regional hasta el primer trimestre del 2024.

### Historial de cumbres
| Año  | Evento | Fecha              | Sede                | País     | Anfitrión          |
| ---- | ------ | ------------------ | ------------------- | -------- | ------------------ |
| 2011 | I      | 28 de abril        | Lima                | Perú     | Alan García        |
| 2011 | II     | 4 de diciembre     | Mérida              | México   | Felipe Calderón    |
| 2012 | III    | 5 de marzo         | Virtual             | Virtual  | Virtual            |
| 2012 | IV     | 6 de junio         | Antofagasta         | Chile    | Sebastián Piñera   |
| 2012 | V      | 17 de noviembre    | Cádiz               | España   | Mariano Rajoy      |
| 2013 | VI     | 27 de enero        | Santiago de Chile   | Chile    | Sebastián Piñera   |
| 2013 | VII    | 20 - 24 de mayo    | Cali                | Colombia | Juan Manuel Santos |
| 2014 | VIII   | 8 - 10 de febrero  | Cartagena de Indias | Colombia | Juan Manuel Santos |
| 2014 | IX     | 19 - 20 de junio   | Nayarit             | México   | Enrique Peña Nieto |
| 2015 | X      | 1 - 3 de julio     | Paracas             | Perú     | Ollanta Humala     |
| 2016 | XI     | 1 de julio         | Puerto Varas        | Chile    | Michelle Bachelet  |
| 2017 | XII    | 29 - 30 de junio   | Cali                | Colombia | Juan Manuel Santos |
| 2018 | XIII   | 24 - 25 de julio   | Puerto Vallarta     | México   | Enrique Peña Nieto |
| 2019 | XIV    | 5 - 6 de julio     | Lima                | Perú     | Martín Vizcarra    |
| 2020 | XV     | 11 de diciembre    | Virtual             | Chile    | Sebastián Piñera   |
| 2022 | XVI    | 26 de enero        | Bahía Málaga        | Colombia | Iván Duque         |
| 2023 | XVII   | No se llevó a cabo | No se llevó a cabo  | Perú     | Dina Boluarte      |
| 2024 | XVIII  | No se llevó a cabo | No se llevó a cabo  | Chile    | Gabriel Boric      |

## Perspectivas económicas de las naciones miembros de la Alianza
Desde la formación de este bloque comercial los mandatarios de los países miembros han expresado sus perspectivas respecto a la Alianza.
Juan Manuel Santos, presidente de Colombia, dijo durante la apertura de la IV Cumbre de la Alianza del Pacífico, en la ciudad chilena de Antofagasta: "Algo que yo quisiera destacar: la rapidez y la facilidad como creamos este proceso de integración que yo no dudaría en señalar como el proceso de integración más importante que ha hecho América Latina".  "Los pronósticos de la economía mundial para este año es que la economía va a crecer en el mundo alrededor de 3,5 %. América Latina de acuerdo a los pronósticos del Fondo Monetario en promedio va a crecer 3,7 %, es decir por encima del promedio mundial, pero estos 4 países van a tener un crecimiento mucho mayor de 4,5 %, eso lo hace especialmente atractivo para uno de los objetivos fundamentales, que es atraer inversión para generar más empleo, para generar más prosperidad entre nuestras poblaciones y se está viendo somos el grupo de países que estamos creciendo más...".
Felipe Calderón, presidente de México, dijo durante su visita oficial a Singapur que la Alianza del Pacífico ha ayudado a algunos países de América Latina a impulsar sus economías y que la economía de México va por buen camino.
"...por ejemplo en América Latina creamos la Alianza del Pacífico entre México, Colombia, Perú y Chile e invitamos a otros jugadores. La Alianza del Pacífico cuenta con más crecimiento económico, más exportaciones más comercio, que la iniciativa del Mercosur".
Sebastián Piñera, presidente de Chile, dijo que la Alianza es: "mucho más que un simple acuerdo de libre comercio, es un acuerdo de integración profunda y amplia que involucra el intercambio de bienes, de servicios, de inversiones, de personas...".
Ollanta Humala, presidente del Perú, por su parte dijo: "..Creo además que este es un espacio no confrontacional, ni ideológico, es un espacio abierto que no busca ser oposición a otros espacios de integración latinoamericana, sino más bien un espacio que complemente y nos integre más...".
Los países que la conforman aportan un 40 % del producto interno bruto (PIB) latinoamericano y más de un 55 % del comercio exterior.

### Mercado Integrado Latinoamericano
El Mercado Integrado Latinoamericano (MILA), actualmente integra los mercados de valores de Chile, Colombia, México y Perú a través de la Bolsa de Comercio de Santiago, la Bolsa de Valores de Colombia, la Bolsa Mexicana de Valores y la Bolsa de Valores de Lima, con el propósito de crear un patrimonio único de los cuatro países miembros de la Alianza del Pacífico. 
La integración tiene como objetivo desarrollar el mercado de capitales a través de la integración de los cuatro países, para dar a los inversionistas una mayor oferta de valores, emisores y las más grandes fuentes de financiamiento. El MILA es en gran medida una parte de los esfuerzos de integración económica entre la Alianza del Pacífico países miembros de Chile, Colombia, México y Perú.
En junio del 2014, Bolsa Mexicana de Valores, adquirió un total de 3,79 millones de acciones de la Bolsa de Valores de Lima (BVL), equivalente a 6,7 % de los títulos de la Serie A de dicho mercado. Esto como parte de un acuerdo para una asociación estratégica con el fin de desarrollar actividades y negocios en conjunto para el desarrollo de los mercados de valores peruano y mexicano, entre ellos el del Mercado Integrado Latinoamericano (MILA). La transacción llegaría a un punto interesante, teniendo en cuenta que desde junio de 2014, en el marco de una reunión de la Alianza del Pacífico, la Bolsa Mexicana de Valores (BMV) e INDEVAL oficializaron su incorporación al MILA, realizando la primera transacción con este mercado, el 2 de diciembre de 2014.
El Mercado Integrado Latinoamericano (MILA) es actualmente la bolsa de valores más grande de la región.
| N.º | Bolsa de valores                    | Sede              | País                 | Capitalización 2024  |
| --- | ----------------------------------- | ----------------- | -------------------- | -------------------- |
| 1   | Bolsa Mexicana de Valores (BMV)     | Ciudad de México  | México               | 417,606 mil millones |
| 2   | Bolsa de Comercio de Santiago (BCS) | Santiago de Chile | Chile                | 262,010 mil millones |
| 3   | Bolsa de Valores de Lima (BML)      | Lima              | Perú                 | 82,195 mil millones  |
| 4   | Bolsa de Valores de Colombia (BVC)  | Bogotá            | Colombia             | 72,637 mil millones  |
|     | MILA                                |                   | Alianza del Pacífico | 834,448 mil millones |

### Indicadores económicos de las principales ciudades
Las naciones del bloque concentran casi el 40 % de las principales urbes, centros financieros y culturales de América Latina, siendo ordenadas de mayor a menor capacidad y su potencial de negocios, contemplando principalmente su producto interno bruto y la población metropolitana.
Las ciudades capitales de los países de la Alianza (Santiago de Chile, Bogotá, Ciudad de México, Lima), son los principales centros económicos y de población, además de que en la lista se contempla un total de 10 ciudades, las cuales en su conjunto concentran gran parte de la economía del bloque y de América Latina.
| 1  | Ciudad de México  | México   | 737 669 832 | 22 021 182 |  |  |  |  |  |
| 2  | Bogotá            | Colombia | 277 734 350 | 12 772 828 |  |  |  |  |  |
| 3  | Santiago de Chile | Chile    | 273 373 377 | 6 918 375  |  |  |  |  |  |
| 4  | Monterrey         | México   | 260 795 658 | 6 047 911  |  |  |  |  |  |
| 5  | Lima              | Perú     | 245 635 607 | 10 292 408 |  |  |  |  |  |
| 6  | Guadalajara       | México   | 171 539 003 | 5 635 357  |  |  |  |  |  |
| 7  | Tijuana           | México   | 88 734 378  | 2 049 413  |  |  |  |  |  |
| 8  | Medellín          | Colombia | 85 604 653  | 4 042 828  |  |  |  |  |  |
| 9  | Cali              | Colombia | 65 748 770  | 3 465 558  |  |  |  |  |  |
| 10 | Puebla            | México   | 60 808 693  | 3 385 161  |  |  |  |  |  |

## Lista de presidentespro tempore
El primer presidente pro tempore fue el presidente de Chile Sebastián Piñera, quien asumió el 5 de marzo de 2012.
La actual presidenta pro tempore es la presidenta del Perú Dina Boluarte, quien asumió el 1 de agosto de 2023.

## Estadísticas
| País     | Superficie (km²) | Población 2021 | PIB (PPA) 2019 (dólar intl.) (millardos) | PIB (PPA) 2019 per cápita (dólar intl.) | PIB (Nominal) 2024 (USD) (millardos) | PIB (Nominal) per cápita 2024 (USD) | IDH 2021 | Exportaciones 2022 (USD) (millones) | Importaciones 2022 (USD) (millones) | IED 2022 (USD) (millones) |
| -------- | ---------------- | -------------- | ---------------------------------------- | --------------------------------------- | ------------------------------------ | ----------------------------------- | -------- | ----------------------------------- | ----------------------------------- | ------------------------- |
| Chile    | 756 102          | 19.678.310     | 502.846                                  | 26.317                                  | 333,760 (11.0 %)                     | 16,616                              | 0.855    | 97.491                              | 104.407                             | 17 105                    |
| Colombia | 1 141 748        | 51.049.498     | 783.002                                  | 15.541                                  | 386,076 (12.7 %)                     | 7,327                               | 0.752    | 57.115                              | 77.413                              | 17 048                    |
| México   | 1 964 375        | 128.649.565    | 2.627.851                                | 20.867                                  | 2,017,025(66.8 %)                    | 15,249                              | 0.758    | 578.194                             | 604.615                             | 35 922                    |
| Perú     | 1 285 216        | 33.400.410     | 478.303                                  | 14.719                                  | 282,458 (9.3 %)                      | 8,291                               | 0.762    | 63.193                              | 60.313                              | 16 154                    |
| Total    | 5 147 441        | 233.137.689    | 4,756,144                                | 20,000                                  | 3,019.319                            | 12,950                              | 0,793    | 795.992                             | 846.748                             | 86.229                    |

## Críticas
El presidente de Brasil, Luiz Inácio Lula da Silva, declaró que la Alianza estaba tratando de traer de vuelta el Consenso de Washington en América del Sur. En la última reunión del Foro de São Paulo, la Alianza fue definida como «un enfoque intervencionista, oportunista y anti-izquierdista para atacar la soberanía de las naciones de América del Sur».
El director del Centro de Estudios Latinoamericanos en la Universidad de Oxford, Diego Sánchez-Ancochea, también se explayó no en tan buenos términos a la Alianza afirmando: «Dado lo poco ambicioso de la Alianza del Pacífico creo que su mayor éxito es en términos de branding» y que «con límites de visión será difícil desarrollar los mercados internos o avanzar seriamente en la integración económica de los países» para terminar comparándola desfavorablemente con otros esfuerzos como el Mercado Común Centroamericano que «han logrado más en materia de integración».